# 蛛毛香青
蛛毛香青（学名：Anaphalis busua）为菊科香青属的植物。分布在尼泊尔、锡金、印度以及中国大陆的四川、西藏、云南等地，生长于海拔1,500米至2,800米的地区，多生长于坡地、低山山谷、林地以及草地，目前尚未由人工引种栽培。